# Militärrechtswesen im antiken Rom
Dem Militärrechtswesen im antiken Rom fehlte in Zeiten der Republik und in den ersten Zeiten des Prinzipats eine kodifizierte Rechtsordnung in Form eines Militärstrafrechts. Die Legitimation der Rechtsprechung innerhalb der Armee wurde anfänglich, vermutlich aus der alten Form der selbstherrlichen Gewalt des Vaters (patria potestas) gegenüber seinem Hausstand (familia), auf den Feldherrn gegenüber seinen Untergebenen abgeleitet. Gleich dem pater familias, stand dem Imperator zum einen die uneingeschränkte Ermessensfreiheit in der Deliktdefinition und zum anderen die willkürliche Festsetzung der Strafbemessung zu. Diese Generalvollmacht beinhaltete auch die Entscheidung über Leben und Tod.
Konträr zum bürgerlichen Rechtswesen im antiken Rom, das seine verbindliche Fixierung im Zwölftafelgesetz (ius civile) um 450 v. Chr. erfuhr, beruhte die militärische Rechtsprechung zunächst grundsätzlich auf einem frei auslegbaren, ungeschriebenen Gewohnheitsrecht.
Eine gewisse Art von Novellierungen erfuhr die militärische Rechtsprechung im Fortschreiten des Prinzipats. Es wurden Zuständigkeiten und Befugnisse im militärischen Bereich geregelt, die den Gegebenheiten des römischen Weltreiches angepasst wurden. Weiter wurde die Rechtsmaterie methodisch durch Juristen untersucht, um Richtlinien und Anleitungen den Rechtsprechenden an die Hand geben zu können.

## Die Rechtsnorm im römischen Militärrecht
Aufgrund der Tatsache, dass ausschließlich Römer mit Bürgerrecht Dienst in den Legionen versehen konnten, entstand das Bedürfnis, eine Rechtssicherheit für den Bürger auch außerhalb des zivilen Lebens zu schaffen. Die Grundlage hierzu basierte zunächst nicht auf einer gesetzlichen Regelung, sondern darauf, dass beginnend mit Augustus der Prinzeps für jedes Verbrechen die gleiche Strafe folgen ließ.
Die Rechtmäßigkeit der Sanktionen wurde allein auf die Autorität der Kaiser begründet. Durch diese Beständigkeit der einheitlichen Strafzumessungen entstand erst nach dem Ende der Republik eine Richtlinie, die von dem Soldaten im römischen Heer als eine gewisse Rechtssicherheit angesehen wurde.
Erst während der Severer-Epoche (193 bis 235) erfuhr das Militärrecht eine eigenständigere Bedeutung. Dies geschah vornehmlich in der Art, dass die Juristen Rechtsfragen und Rechtsprobleme des Militärs erörterten, verschiedene Tatbestände festlegten sowie Entscheidungs- und Fallsammlungen anlegten. Weiter wurden die Tathandlungen und deren Rechtsfolgen beschrieben sowie Differenzierungen in den einzelnen Tatbestandsmerkmalen vorgenommen. Beispielsweise wurde zwischen dem dauerhaft Fahnenflüchtigen (desertor) und dem nur zeitweise unerlaubt Abwesenden (emansor) unterschieden. Zur Beantwortung der individuellen Schuldfrage bei einem Einzeldelikt wurden auch die Tatumstände und die Beweggründe herangezogen. Somit hatte nach einem Gesetzeskodex die Sanktionierung einer ungenehmigten Urlaubsüberschreitung vergleichsweise milde auszufallen, wenn der Grund für die Abwesenheit darin bestand, nachweislich eines entlaufenen Sklaven habhaft zu werden. Im Gegensatz hierzu war der Soldat härter zu bestrafen, wenn die Ursache für seine Urlaubsüberschreitung in der falschen Einschätzung der notwendigen Anreisezeit vom Urlaubs- zum Dienstort bestand. Das Strafmaß war davon abhängig, ob das Delikt in Kriegs- oder in Friedenszeiten begangen wurde. Hiermit wurde dem Soldaten die Möglichkeit gegeben, zumindest ansatzweise die Intensität militärrechtlicher Eingriffe in seine Person aufgrund seines vorangegangenen Verhaltens einzuschätzen.
Auf die im Einzelfall letztendlich weiter bestehende Ermessens- und Entscheidungsfreiheit des Imperators hatte diese Reform jedoch keine restriktiven Auswirkungen.

## Die Rechtsstellung des Soldaten bis zum 1. Jahrhundert
Der Soldat blieb zunächst zivilrechtlich ein Bürger. Für Kapitalverbrechen (crimina publica), wie Mord oder Münzfälschung, wurde er als Angeklagter nicht vor ein Militärgericht gestellt, sondern vor einem ordentlichen Gericht zur Verantwortung gezogen. Der Soldat konnte in diesem Fall aber auch wie ein Zivilist als Kläger oder als Zeuge auftreten.
Ähnlich wie bei einem ordentlichen zivilen Verfahren hatte der Angeklagte im Militärprozess das Recht auf seine Anhörung. Dies galt nicht bei der Ahndung leichter Delikte. Innerhalb der zivilen Jurisdiktion war einem Soldaten, der durch einen Magistraten aufgrund seiner exekutiven Amtsgewalt mit dem Tod bedroht wurde, die Möglichkeit gegeben, das Provokationsrecht zu beanspruchen. Beim militärischen Verfahren stand dem Delinquenten dieser Ausweg zunächst nicht zur Verfügung. Gegen Ende der Republik und im Verlauf der Kaiserzeit konnte es nur unter bestimmten Voraussetzungen geltend gemacht werden. Die Inanspruchnahme der Provokation war beim Überlaufen zum Feind jedoch ausgeschlossen.
Von einigen Strafformen war der militärische Personenkreis ausgenommen. Der Soldat durfte nicht mit der Deportation und nicht mit der Todesstrafe in der Form belegt werden, dass er den wilden Tieren vorgeworfen wurde. Diese Privilegierung setzte allerdings voraus, dass der Soldatenstatus rechtmäßig erlangt worden war. Verurteilten Straftätern oder den Bürgern, gegen die ein strafrechtliches Ermittlungsverfahren eingeleitet worden war, stand der Eintritt in die römische Armee nicht offen. Ein Verschweigen dieser Umstände bei der Einstellung war ein Kapitaldelikt und führte bei Bekanntwerden in der Regel zum Tod durch die Tierhetze.
Als natürliche Person war der Soldat befähigt, rechtsverbindliche Rechtsgeschäfte zu tätigen. Hierzu konnte er mit seinesgleichen oder mit Zivilpersonen Verträge abschließen. Verklagte der Soldat eine Zivilperson, hatte der Militärangehörige das Vorrecht, ein beschleunigtes Verfahren zu verlangen, indem er den Gerichtstermin selbst festlegte. Hervorzuheben ist die duale Testierfähigkeit des Soldaten. Zum einen konnte ein Testament nach dem ius civile und zum anderen ein Testament nach dem ius militare aufgegeben werden. Zusätzlich war der Soldat von allen Steuerabgaben und öffentlichen Verpflichtungen (munera publica) befreit. Diese Privilegien bestanden nach dem Dienst in der Armee weiter; sie galten auch für seine Ehefrau, Kinder und seine Eltern.
Die Soldaten aus den Mannschafts- und Unteroffiziersdienstgraden einschließlich der Zenturionen waren seit Augustus im Zeitraum ihrer Militärangehörigkeit grundsätzlich mit einem Heiratsverbot belegt. Von dem Heiratsverbot waren die Offiziere aus dem Senatoren- und Ritterstand ausgenommen. Ein Soldat, der in Gefangenschaft geriet, verlor in dieser Zeit seine Sold- und Versorgungsansprüche. Nach seiner Rückkehr oder Befreiung konnte er, wenn eine schuldhafte Ursache für die Gefangennahme zweifellos auszuschließen war, in seine Rechte wieder eingesetzt werden (ius postliminii). Auch war es üblich, dass eine angepasste finanzielle Entschädigung erfolgte.
Die Soldaten, die ihren Dienst in den Hilfstruppen (auxilium) der römischen Legionen und in den Provinzflotten versahen, besaßen nicht das römische Bürgerrecht. Die Gerichtsbarkeit über diesen Personenkreis im zivilen wie im militärischen Bereich erfolgte auf Grundlage des zugehörigen einheimischen Rechts.

### Die örtliche und sachliche Zuständigkeit bis zum 1. Jahrhundert
Bei einem militärischen Vergehen und bei Privatprozessen der Soldaten untereinander war das Lager der Einheit zugleich der Gerichtsstand. Als Kläger gegenüber einem Zivilisten musste sich der Soldat der ordentlichen Gerichtsbarkeit bedienen. Dies setzte wegen seiner Abwesenheit von der Truppe das Einverständnis des Befehlshabers voraus. In umgekehrter Konstellation war wiederum das Militärlager der Gerichtsstand.
Vom Soldaten begangene Verbrechen, die unter das gemeine Recht fielen, wurden nach dem Tatortprinzip (lex loci delicti) an den örtlich zuständigen Gerichtshöfen verhandelt. Dabei wählte man aus den in Konkurrenz stehenden Örtlichkeiten den Tatort mit dem schwersten Delikt als Gerichtsstand aus.
Wurde indes bekannt, dass der Soldat noch ein schwereres Militärvergehen zu verantworten hatte, erfolgte nach der zivilen Aburteilung seine Überführung an die zuständige Militärstelle.
Die Kapitalverbrechen (Mord, Münz- und Testamentsfälschungen), die keine Militärdelikte darstellten, wurden zunächst an den Geschworenengerichten und nach Ende der Republik an den kaiserlichen Gerichtshöfen in Rom verhandelt. In den kaiserlichen Provinzen (provinciae caesaris) übte der jeweilige Statthalter (legatus Augusti) respektive Präfekt (praefectus civitatis) die Gerichtshoheit im zivilen sowie im militärischen Bereich aus. Die senatorischen Provinzen (provincia publicae), wo in der Regel nur schwache Truppenverbände stationiert waren, wurden von den Prokonsulen (proconsul) verwaltet.
Die Vollmacht zur Verhandlung sowie Aburteilung eines militärischen Vergehens in den Mannschafts- und Unteroffiziersdienstgraden (milites gregales, principales) wurde vom Statthalter an den Befehlshaber (legatus Legionis) sowie an seinen stellvertretenden Militärtribun (tribunus laticlavius) in den stationierten Legionen delegiert. Ferner oblag dem Tribunen die Zivilgerichtsbarkeit der Soldaten seiner Einheit. Die Kapitalgerichtsbarkeit wurde vom Statthalter grundsätzlich selbst ausgeübt.
Amtsverfehlungen und Anklagen wegen eines Kapitaldelikts, die den Statthalter/Präfekten oder einen Legionslegaten/Tribunen/Zenturio selbst betrafen, mussten persönlich in Rom vor dem Kaiser als höchster Instanz verantwortet werden.
Unter der alleinigen Jurisdiktion des Kaisers standen die Angehörigen des prätorischen Flottenverbands. Diese waren exklusiv der familia des Prinzeps zugeordnet, der als pater familias nach freiem Ermessen die Gerichtsbarkeit ausüben oder delegieren konnte (domestica disciplina).
Innerhalb der Hilfskontingente von Heer und Provinzflotte hatte der jeweilige Stammesfürst als einheimischer Befehlshaber (principes civitatis und praefectus) die Straf- und Disziplinargewalt im Rahmen einer eingeschränkten Justizautonomie inne.

### Die militärische Straf- und Disziplinargewalt bis zum 1. Jahrhundert
In Zeiten der Republik hatte der Feldherr im Heer, in den Provinzen der Prokonsul, die Jurisdiktion über alle Armeeangehörigen, wobei grundsätzlich eine völlige Ermessensfreiheit in der Festsetzung des Strafmaßes bestand. Es wird jedoch angenommen, was nicht unumstritten ist, dass spätestens ab 108 v. Chr., unter dem Einfluss der lex porcia, der Imperiumsträger die Todesstrafe nicht mehr selbstherrlich vollstrecken lassen konnte. Der Delinquent musste nach Rom überstellt werden, wo ihm die Provokation an das Volk gestattet war.
Im weiteren Verlauf des Prinzipats wurde dem Statthalter als Stellvertreter des Kaisers die besondere Befugnis zuteil, Todesurteile auszusprechen und diese vollstrecken zu lassen. Hiervon ausgeschlossen waren jedoch die Offiziere, einschließlich der Zenturionen und Senatoren. Diese unterstanden nämlich der besonderen Schwertgerichtsbarkeit des Kaisers. Die Provokation eines in der Provinz zum Tode verurteilten einfachen Soldaten wäre an den Kaiser zu richten gewesen. Der Prinzeps konnte bei der amtlichen Berufung des Statthalters diesen Rechtsweg jedoch explizit ausschließen.
Dem Legionslegaten respektive dem Militärtribunen stand die Vollmacht zu, empfindliche Körperzüchtigungen, Geld- und Freiheitsstrafen über die Mannschafts- und Unteroffiziersdienstgrade zu verhängen. Die Befugnis, den vorgenannten Personenkreis auch scharf zu richten, konnte vom Statthalter jedoch durch Übertragung des Schwertrechts (ius gladii) erteilt werden.
Die Angehörigen der prätorianischen Flotte unterlagen der Schwertgerichtsbarkeit des Kaisers. Dieser konnte das ius gladii bei Bedarf an die Flottenoffiziere verleihen. Die Disziplinargewalt auf den einzelnen Schiffen wurde von den jeweiligen Schiffsführern (Nauarch, Trierarch) ausgeführt.
Der Zenturio hatte zur Aufrechterhaltung eines geregelten Dienstbetriebs ausschließlich die disziplinarische Strafgewalt. Die Verfehlung eines untergeordneten Soldaten, die noch keine Straftat darstellte, konnte vom Zenturio auf der Stelle, ohne die Möglichkeit der vorherigen Anhörung des Soldaten, sanktioniert werden.
Die Disziplinar- und Strafgewalt in den Hilfstruppen (auxilien) und Provinzflotten erschloss sich aus dem jeweiligen geltenden Volksrecht. Das Schwertrecht blieb jedoch der römischen Oberinstanz allein vorbehalten.

## Die Rechtsstellung des Soldaten nach dem 1. Jahrhundert
Eine Änderung der Rechtsstellung des Soldaten ergab sich aus dem Umstand, dass er sich nun auch bei zivilen Delikten stets vor einem Militärgericht zu verantworten hatte. Die ordentliche Gerichtsbarkeit war selbst bei der Beteiligung einer Zivilperson ausgeschlossen.
Generell hatte ein Instanzenweg seinen Einzug in die Militärrechtsprechung gehalten. Es war einem zum Tode verurteilten Soldaten die Möglichkeit gegeben, das Provokationsrecht zu beanspruchen. Diese Form von Einspruch wurde abhängig von der örtlichen Lage direkt dem Kaiser oder einem übergeordneten Konsortium zur Entscheidung vorgelegt. Bei einigen Straftaten war auch hier dieser Rechtsschutz ausgenommen.
Der Soldat konnte nun auch bei besonders schwerwiegenden Delikten, zum Beispiel Überlaufen zum Feind (transition ad hostem), mit der Tierhetze oder mit der Kreuzigung bestraft werden. Dieser Strafe vorausgehend waren die Aberkennung der Bürgerrechte und die formelle Entpflichtung vom militärischen Eid. Dem vormaligen Soldaten wurde damit die Stellung eines rechtlosen Feindes zuteil.

### Die örtliche und sachliche Zuständigkeit nach dem 1. Jahrhundert
Der Dienststandort des Soldaten war gleichzeitig der für ihn zuständige militärische und zivile Gerichtsstand. Alle Deliktarten, auch die Kapitalverbrechen wurden dort verhandelt. Neben den Legionslagern in den Provinzen kamen die Kohorten-Kastelle als selbstständige Einrichtungen hinzu, in denen der jeweilige Lagerpräfekt die Gerichtsbarkeit auch über die ansässige Zivilbevölkerung ausübte.
Die Verwaltungsstruktur und Zuständigkeitsregelung in den kaiserlichen sowie senatorischen Provinzen erfuhr in ihren Grundstrukturen keine wesentlichen Änderungen. Der Legionslegat hatte die Gerichtsbarkeit über die ritterlichen Offiziere seiner Legion sowie über die römischen Führungsoffiziere der Hilfstruppen, ferner auch über die Provinzflotte, die seiner Legion zugeteilt war.
Den Hilfstruppen waren anstatt der einheimischen Fürsten römische Offiziere als Befehlshaber (praefectus cohortis, praefectus alae) zugeteilt, welche die Rechtsprechung in ihren Einheiten wahrzunehmen hatten. Zusätzlich spezialisierte sich das Amt des Präfekten, welcher zuvor auch als Lagerkommandant einer Legion (praefectus castrorum), nun ebenso als Vorgesetzter einer Sondereinheit (raefectus praetorio) und als persönlicher Adjutant eines Befehlshabers (praefectus fabrum) anzutreffen war.
Dem Legaten oder Präfekten unterstanden die Militärtribunen, die ihrerseits als Gerichtsoffiziere bei Kapitalverbrechen zusammen die Untersuchungen als Ratsgremium führten.
Der Flottenpräfekt, der aus dem Ritterstand rekrutiert wurde, wechselte in den höheren Rang eines konsularischen Prokurators und übte innerhalb des prätorischen Flottenverbands die Gerichtsbarkeit aus.

### Die militärische Straf- und Disziplinargewalt nach dem 1. Jahrhundert
Der Statthalter hatte nun die Vollmacht, wie bisher über die Mannschaftsdienstgrade, Todesurteile auch über die ritterlichen Offiziere und vermutlich über den Legaten oder Präfekten selbst zu fällen.
Dem Legionslegaten oder dem Legionspräfekten stand, bis auf das Schwertrecht, die Strafgewalt über sämtliche Militärangehörige ihrer Einheiten zur Verfügung.
Dem einzelnen Tribunen kam eine eingeschränkte Strafgewalt zu. Bei leichteren Vergehen konnten einfache Körper- und Geldstrafen über die Mannschaftsdienstgrade verhängt werden. Eine eingeschränkte Strafgewalt über den Zenturio ergab sich aus dem Umstand, dass der Tribun die Dienstaufsicht über diesen wahrzunehmen und Verfehlungen zwingend zu verfolgen hatte.
Dem Präfekten der prätorianischen Flotte wurde die gänzliche Strafgewalt einschließlich des Schwertrechts zuteil. Die Disziplinargewalt übten weiter die einzelnen Schiffsführer aus.
Der Zenturio bleibt im Wesentlichen auf den rein disziplinarischen Gewaltenbereich begrenzt, den er sich zum Teil mit dem Lagerpräfekten zu teilen hatte.
Innerhalb der Hilfstruppen und Provinzflotten wurde das einheimische Recht durch das römische Militärrecht ersetzt. Den römischen Führungsoffizieren stand, bis auf das Schwertrecht, die volle Straf- und Disziplinargewalt über alle Angehörige ihrer Einheiten zu.
Nach dem 2. Jahrhundert wurde grundsätzlich jede kapitale Verurteilung eines Offiziers, einschließlich des Zenturionen, von der einzuholenden Bestätigung des Kaisers abhängig gemacht.

## Tatbestand, Rechtsfolge und Schuld
Während im republikanischen Militärrecht die Verstöße nicht nachweisbar fixiert und die Rechtsfolgen frei auslegbar waren, erfuhren die Tatbestände in der späteren Kaiserzeit eine gewisse Kodifizierung in der Form einer schriftlich definierten Tathandlung. Aber auch hierbei war die als Strafe verkörperte Rechtsfolge noch nicht abschließend und verbindlich normiert. Das Strafmaß und insbesondere die Art der Ausführung konnten in der Regel weiter wie bisher als eine freie Ermessenssache des Rechtsprechenden gehandhabt werden.
In den Zeiten der Republik wurde bei der Strafbemessung und der Ausführungsart sich zumeist an den schon vorhergehenden Beispielen aus der Vergangenheit oder an den Hinrichtungsformen aus dem gemeinen Recht orientiert. Es konnte sich aber auch aus dem besonderen Einzelfall eine beispiellose Kollektivstrafe oder eine ungewöhnliche Form der Hinrichtung ergeben. So sollen die Soldaten der Legio Campana hingerichtet worden sein, welche die Stadt Rhegion eigenmächtig in Besitz genommen hatten. Ferner wurde berichtet, dass der Feldherr Quintus Sertorius eine ganze Kohorte exekutieren ließ, da aus der Einheit ein Soldat sich an einer Frau aus der Zivilbevölkerung vergangen hatte. Eine ungewöhnliche Form der Hinrichtung erlitten die Deserteure einer römischen Einheit, die von Elefanten zertrampelt wurden. Es wurde somit nicht nur das Verhalten des Einzelnen rechtlich gewürdigt und nicht nur der Einzelfall sanktioniert. Aus dem Fehlverhalten des Individuums wurde die eigentliche, persönlich entstandene und zu bewertende Schuld auch den anderen zur Last gelegt.
In der nachfolgenden Zeit des Prinzipats wurden hingegen verstärkt die Tatbestände, die Tatumstände sowie die Schuldfähigkeit der Täter rechtlich untersucht und entsprechend geahndet. Weit umfassende Kollektivstrafen in der Art der Dezimierung ganzer Truppenkörper sind seit Galba nicht mehr gesichert überliefert.

## Deliktarten
Die Verbrechen und die Disziplinarvergehen, deren sich der Soldat schuldig machen konnte, beruhten zum einen auf Verstößen gegen das allgemeine Recht und zum anderen auf militärischem Fehlverhalten oder Versagen. Während die Verstöße gegen das allgemeine Recht theoretisch auch von Zivilpersonen begangen werden konnten (unechtes Soldatendelikt), setzten die Verstöße gegen militärische Normen zwingend die Zugehörigkeit des Täters zum Militär voraus (echtes Soldatendelikt). So konnte eine Befehlsverweigerung oder ein Desertieren nur von Soldaten und andere Delikte, wie beispielsweise eine Münzfälschung, auch von Zivilisten begangen worden sein. Ein echtes Soldatendelikt, das häufiger vorgekommen sein dürfte, stellte die Fahnenflucht (Feigheit vor dem Feind in der Schlacht) und der Verlust (Fahrlässigkeit oder Vorsatz) von Waffen dar. Die Unterscheidung war für die Bestimmung des zuständigen Gerichts und für die Bestrafung relevant, da der Soldat bei einem unechten Delikt in der Regel die gleiche Strafe wie der Zivilist zu erwarten hatte.

### Disziplinarvergehen
Zu den einfachen Vergehen zählten die Widerspenstigkeit (contumacia), die Trägheit oder Lässigkeit und die körperliche Unzulänglichkeit im Dienst (desidia). In der Regel wurde der Soldat bis zu dreimal disziplinarisch verwarnt. Bei einem erneuten Fehlverhalten in der gleichen Angelegenheit wurde durch den Militärtribunen ein Gerichtsverfahren gegen den Soldaten eingeleitet.

### Militärische Verbrechen
Die schwersten militärischen Verbrechen stellten die Fahnenflucht, das Überlaufen zum Feind und die Meuterei (seditio militum) dar.
Der Diebstahl und die falsche Zeugenaussage wurden wie Wachvergehen oder die Ermöglichung einer Gefangenenbefreiung mit schwerer Strafe sanktioniert. Die Nichtverhinderung des Suizids eines Gefangenen galt als schweres Dienstvergehen, da hier der Strafanspruch des Staates vereitelt wurde. Eine Selbstverstümmelung sowie der Selbstmordversuch eines Soldaten wurden als schändliche Flucht vor der militärischen Pflichterfüllung angesehen und hart bestraft.
Das passive oder aktive Aufbegehren und insbesondere der tätliche Angriff gegen einen Vorgesetzten galten als eines der gröbsten Vergehen, dessen sich der Soldat schuldig machen konnte. Die Höhe und die Art der Bestrafung richteten sich an dem Dienstrang des angegriffenen Offiziers. Waren der Feldherr oder der Statthalter persönlich Adressat der widerrechtlichen Handlung, wurde der Soldat ausnahmslos mit dem Tod bestraft. Hierbei war auch die Art des Ungehorsams, passives oder aktives Aufbegehren, nicht mehr von Belang.

## Strafen
Das Werkzeug der Bestrafung wurde als legitimes Mittel des Feldherrn bzw. der autorisierten Amtsträger angesehen, um zum einen repressiv gegen die Verantwortlichen vorzugehen und zum anderen als eine präventive Maßnahme, welche die Disziplin der Einheit vor weiterem Schaden bewahren sollte. Zur Wiederherstellung sowie zur Aufrechterhaltung der Disziplin stand den Rechtsprechenden ein breites Repertoire an Einzel- und Kollektivstrafen zur Verfügung.

### Kollektivstrafen
Als typische Kollektivstrafe galt die Dezimation, wobei jeder Zehnte der zu bestrafenden Einheit durch das Los bestimmt wurde. Die Vollstreckung der Todesstrafe erfolgte dann zugleich in der Regel durch die Steinigung oder durch das Erschlagen (fustuarium) der Ausgelosten. Diese, wenn auch selten vorgekommene, drastische Bestrafung wurde noch im Jahr 18 n. Chr. vorgenommen und durch Tacitus belegt. Die dezimierte Einheit konnte zusätzlich mit der Aussperrung aus dem befestigten Lager belegt werden (extra vallum tendere). Auch war es üblich, die tägliche Weizenration durch minderwertige Gerste zu ersetzen.
Eine weitere Form der Bestrafung bestand in der unehrenhaften Auflösung der Einheit (missio ignominiosa), die mit der Auslöschung der Erinnerung (damnatio memoriae) an diese einherging. Neben dem Verlust sämtlicher finanzieller Ansprüche gingen die Soldaten auch ihrer besonderen Stellung und Privilegien im zivilen Leben verlustig.

### Einzelstrafen
Leichtere Dienstvergehen wurden in der Form von zusätzlichen Wach- und Arbeitseinsätzen (munerum indicto), Urlaubssperren oder Soldkürzungen (pecunaria multa) geahndet. Von Octavian ist überliefert, dass er Zenturionen für derartige Vergehen in der Art bestrafte, dass er sie einen Tag vor dem Prätorium in erniedrigender Weise Pranger stehen ließ. Bei den leichteren Delikten konnte zusätzlich der Gürtel (cingulum militare), der den Soldaten als solchen definierte und dessen Verlust als eine Entehrung angesehen wurde, einbehalten werden. Der Gürtel wurde erst wieder an den Soldaten ausgehändigt, wenn er sich rehabilitiert hatte. Die unehrenhafte Entlassung aus dem Militärdienst hatte neben anderen Rechtsfolgen die endgültige Konfiszierung des Gürtels zur Folge. Einfache Körperstrafen/Züchtigungen (castigatio) wie Stockschläge wurden vom Zenturio mit seinem Rebstock und zugleich Standesabzeichen (vitis) ausgeführt. Die vitis galt als das symbolisierte Recht, römischen Bürgern körperliche Gewalt antun zu dürfen.
Die erwähnten Kollektivstrafen konnten auch dem einzelnen Soldaten auferlegt werden. Die Degradierung (gradus deictio) stellte eine weitere individuelle, für den Betroffenen mit erheblichem finanziellen und Prestigeverlust einhergehende Bestrafung dar. Die Degradierung war zu Zeiten des reinen Bürgerheers nicht gebräuchlich, da mit Beendigung des Feldzugs das Heer in der Regel aufgelöst wurde. Bei einer Wiedereinberufung stand dem vormaligen Zenturionen nicht automatisch der gleiche Dienstrang erneut zu. Die Strafversetzung (militiae mutatio) des Soldaten zu einer anderen weniger angesehenen Einheit gehörte ebenso zum Repertoire der möglichen Einzelstrafen.
Empfindliche Körperstrafen waren in der Form der Verstümmelung, wie dem Abschlagen der Hände oder einem Aderlass, geläufig.
Die Arten der Todesstrafen konnten erheblich variieren. So waren am Ende des 2. Jahrhunderts neben der Hinrichtung mit dem Schwert oder dem Beil (decollatio) die als besonders schändliche Form geltende Verbrennung bei lebendigem Leib möglich. Die Strafe des Verbrennens bei lebendigem Leib wurde in der zweiten Hälfte des 4. Jahrhunderts durch Gesetz auch gegen Personen verhängt, die sich durch Selbstverstümmelung der Zwangsrekrutierung entziehen wollten.
Die einsetzende Humanisierung und die Rechtsreformen im 2. und 3. Jahrhundert hatten ihre Auswirkungen auch im Militärbereich, da Todesurteile seltener als in den Zeiten zuvor ausgesprochen und vollstreckt wurden. Letztendlich jedoch richtete sich das Urteil zumeist an den vorherrschenden militärischen und auch politischen Erfordernissen der jeweiligen Situation aus. So wurde um 49 n. Chr. ein römischer Soldat auf Verlangen der jüdischen Bevölkerung von Judäa dem Henker überantwortet, da dieser bei einer Polizeiaktion eine Abschrift des heiligen Gesetzes (Tora) zerrissen und verbrannt hatte. Der damalige Landpfleger Cumanus gab, um einen Aufstand zu verhindern, dem Drängen der Ankläger nach und verurteilte den Soldaten zum Tode.
Die Ermessensfreiheit des römischen Imperators und die seiner Stellvertreter hatte auch nicht durch die Rechtsreformen der späteren Kaiserzeit eine wesentliche Beschränkung in der traditionell freien Verfügungsgewalt über die Soldaten erfahren. Die Todesstrafe wurde jedoch im Gegensatz zu republikanischen Zeiten restriktiver und wenn, dann nur grundsätzlich gegen den Einzelnen verhängt.